# 2058 Róka
2058 Róka là một tiểu hành tinh vành đai chính với chu kỳ quỹ đạo là 2011.7789658 ngày (5.51 năm).
Nó được phát hiện ngày 22 tháng 1 năm 1938.